# Hyperchlorhydrie
L'hyperchlorhydrie ou hyperacidité gastrique survient lorsqu'il y a une présence en quantité excessive d'acide chlorhydrique dans la sécrétion de l'estomac,,. Elle peut se manifester par des douleurs acides à la fin de la digestion.
Elle s'observe essentiellement dans les gastrinomes, et accompagne les gastrites, l'ulcère gastrique ou duodénal ou lors de traitements par les corticostéroïdes.
Le stress et le tabagisme peuvent augmenter la production d'acide chlorhydrique par l'estomac et l'âge diminuer la tolérance à cette acidité, mais l’hypersécrétion chronique d’acide est très rare et secondaire à un gastrinome. La plupart des douleurs gastriques sont en fait liées à des gastrites secondaires à une infection chronique par Helicobacter pylori, qui favorise la survenue d’ulcères. Lorsque la muqueuse de l’estomac est endommagée par un ulcère, elle n’est plus protégée par son mucus et alors l'acidité peut poser un problème. La localisation de l'infection à Helicobacter pylori dans l'estomac n'a pas la même conséquence en matière d'acidité. Ainsi l'infection du corps gastrique provoque une hypochlorhydrie tandis qu'une localisation prédominante dans l'antre entraîne une augmentation du débit acide maximal et de la sécrétion acide postprandiale.